# Аль-Ахли (баскетбольный клуб)
«Аль-Ахли» — египетский баскетбольный клуб из города Каир. Выступает в чемпионате Египта.

## История
Баскетбольный клуб «Аль-Ахли» создан в 1930 году. «Аль-Ахли» является одним из старых клубов Египта и Африки.
Свою первую игру команда провела в 1937 году в Кубке Короля Египта против Элитад Алекса.
Свой первый чемпионат команда выиграла в 1989 году.

## Достижения

### Внутренние
- Чемпионат Египта по баскетболу
  Чемпион (5) : 1988/1989, 1999/2000, 2000/2001, 2011/2012, 2015/2016
- Кубок Египта по баскетболу
  Чемпион (10) : 1987/1988, 1992/1993, 1994/1995, 1995/1996, 1998/1999, 2003/2004, 2006/2007, 2008/2009, 2010/2011, 2017/2018
- Египетская лига Mortabat
  Чемпион (3) : 2005/2006, 2006/2007, 2016/2017, 2017/2018, 2018/2019

### Международные
- Кубок чемпионов ФИБА Африка:
  -  Чемпион (1) :2016
- Кубок по баскетболу среди арабских стран:
  -  Финалист :1991, 1999, 2000
  -  3-е место : 1995

## Президенты клуба
| - Митчел Инсе (1907–08) - Азиз Эззат Пача (1908–16) - Абдельхалек Тарват Пача (1916–24) - Гафар Вали Пача (1924–40) - Мохамед Тахер Пача (1940–41) - Гафар Вали Пача (1941–44) | - Ахмед Хасанеин Пача (1944–46) - Ахмед Абуд Пача (1946–61) - Салах Десуки Шестави (1961–65) - Абдельмохсен Камель Мортаги (1965–67) - Ибрахим Эль Вакиль (1967–72) - Абдельмохсен Камель Мортаги (1972–80) | - Салех Селим (1980–88) - Мохамед Абду Салех Эль Вахш (1988–92) - Салех Селим (1992–02) - Хассан Хамди (2002–14) - Махмуд Тахер (2014–) |